# František Kopecký (1949)
František Kopecký (* 23. října 1949) je moravský politik a spisovatel literatury faktu, v letech 1990–2010 starosta obce Tvarožná.

## Život
Narodil se 23. října 1949. Po absolvování Střední průmyslové školy strojní v Brně pokračoval pomaturitním studiem oboru Ochrana a tvorba životního prostředí.
Po volbách do obecního zastupitelstva v listopadu 1990 se stal starostou Tvarožné a znovu jím byl zvolen také v komunálních volbách roku 1994 a 1998. V roce 2002 kandidoval za Sdružení nezávislých do Senátu ve volebním obvodu č. 57 Vyškov, uspěl však Ivo Bárek za ČSSD. Místo toho Kopecký zůstal starostou ve Tvarožné, když mandát obhájil v listopadových volbách téhož roku, stejně jako v roce 2006. Až roku 2010 jej v této funkci nahradil Petr Buchta za KDU-ČSL, zatímco Kopecký zůstal řadovým zastupitelem obce. V říjnu 2011 se stal kronikářem obce Tvarožná.
Dlouhodobý zájem Kopeckého o bitvu tří císařů se projevil mimo jiné v jeho členství v Československé společnosti vojenské historie Brno (ČSVH), v jejíchž řadách se jako voják 1. moravského pěšího pluku Kaiser v rakouské uniformě účastnil řady vzpomínkových akcí a bitevních rekonstrukcí. Pod touto společností působil také v řadách Brněnského městského střeleckého sboru. Stal se členem Klubu autorů literatury faktu (KALF), napsal celou řadu publikací o slavkovské bitvě a jejích souvislostech, o historii a reáliích slavkovského bojiště a Tvarožné, přispíval do několika sborníků či do Bulletinu Československé napoleonské společnosti. Za knihu O slavkovské bitvě (2009) mu KALF udělil regionální cenu Miroslava Ivanova.